# Illa Lynn
L'illa Lynn (en danès: Lynn Ø) és una petita illa deshabitada del mar de Groenlàndia, Groenlàndia.

## Geografia
L'illa Lynn es troba molt a prop de la costa oriental de Groenlàndia, de la qual es troba separada per l'Hekla Sound. El Dijmphna Sound la separa de l'illa de Hovgaard, molt més gran, al sud. Al nord té la península de Holm Land. Té una superfície de 230,9 km² i una línia de costa de 65,7 km.

## Història
Va ser cartografiada i nomenada per l'expedició danesa de 1906-1908.